# Pórto Chéli
Pórto Chéli (grec moderne : Πόρτο Χέλι) ou Portochéli (Πορτοχέλι), parfois transcrite Porto Heli, est une station balnéaire grecque du Péloponnèse située sur le golfe Argolique. Pórto Chéli comptait 2 133 habitants permanents en 2011.

## Géographie
Pórto Chéli est située à 85 kilomètres au sud-ouest de Nauplie. La localité appartient, à la suite du programme Kallikratis de 2011, au district municipal de Kranidi, lui-même rattaché au dème d'Hermionide.

## Histoire
À proximité de l'actuelle cité de Pórto Chéli se trouve le site de la cité antique d'Haliées (ou Halieis), fondée dans les années 700 av. J.-C. et abandonnée vers 300 av. J.-C. Il en subsiste des restes de murailles qui se trouvent en partie sous la mer, dont le niveau était plus bas durant l’Antiquité.
À approximativement 600 mètres au nord-est de la ville contemporaine, un sanctuaire d'Apollon remontant au Ve siècle av. J.-C., a été submergé depuis l'antiquité donc préservé et bien étudié dans les années 1960-1970 par les universités d'Indiana et de Pennsylvanie. Il est constitué d'un temple principal, dédié à Apollon, au nord du sanctuaire. Dans un axe nord-sud, un stade relie ce temple à un second, un autel et des bâtiments annexes. Le sanctuaire avait une fonction locale, tout comme les jeux qui y étaient célébrés. 
Les côtés est et ouest du stade étaient dotés de tribunes dont les fondations ont été retrouvées. Elles pouvaient accueillir jusqu'à 1 500 spectateurs. Le dromos (piste du stade) mesure 166,5 mètres de long. Les lignes de départ et d'arrivée mesurent au nord 15,5 mètres de large  et au sud 16,42 mètres de large : il semble qu'il y ait donc eu 7 « couloirs » pour les coureurs.

## Économie
Pórto Chéli possède un port de plaisance et des installations touristiques et bénéficie de la proximité du site touristique d'Épidaure et des îles Argo-Saroniques.

## Personnalités liées à la ville
- Constantin II de Grèce et Anne-Marie de Danemark
- Willem-Alexander des Pays-Bas et Máxima Zorreguieta